# Can Plana de Vall
Can Plana de Vall és una obra de Santa Pau a la comarca de la Garrotxa inclosa a l'Inventari del Patrimoni Arquitectònic de Catalunya.

## Descripció
És un casal de planta rectangular, amb afegits posteriors i avui deshabitat. Sens dubte va ser una de les cases més riques de la vall de Santa Maria dels Arcs. Disposa de teulat a dues aigües, amb els vessants encarats cap a les façanes principals. El nucli residencial va disposar de planta baixa destinada a corts pel bestiar, planta noble i dos pisos superiors. Es va construir amb un aparell de  carreus molt ben escairats als angles de la casa i en les obertures i a la resta carreus grollers i pedra volcànica. L'accés al primer pis o planta noble es feia per una gran escalinata de pedra exterior. La llinda de la porta principal conserva la data de 1746. Possiblement abans de les grans reformes del segle xviii va existir un primer nucli de reduïdes dimensions. Annexes a la casa s'han conservat dues grans pallisses i altres edificis destinats a les tasques del camp. A la façana nord del casal es pot veure un bonic balcó de fusta cobert amb un teulat de teules.